# Quelque chose de Tennessee
Singles de Johnny Hallyday
Rock'n'roll attitude
(1985) Aimer vivre
(1986)
Clip vidéo
[vidéo] « Quelque chose de Tennessee », sur YouTube
Pistes de Rock'n'Roll Attitude
Qui ose aimer
(2) Équipe de nuit
(4)
Quelque chose de Tennessee est une chanson écrite par Michel Berger pour  Johnny Hallyday. Elle rend hommage au dramaturge américain Tennessee Williams, auteur, entre autres, d'Un tramway nommé Désir et de La Ménagerie de verre.
Troisième single extrait de l'album studio Rock'n'Roll Attitude (sorti en mai 1985), la chanson sort en disque 45 tours en octobre et devient l'un des grands succès de son interprète. Titre phare de son répertoire, il n'a presque jamais quitté son tour de chant depuis sa création.

## Paroles et composition

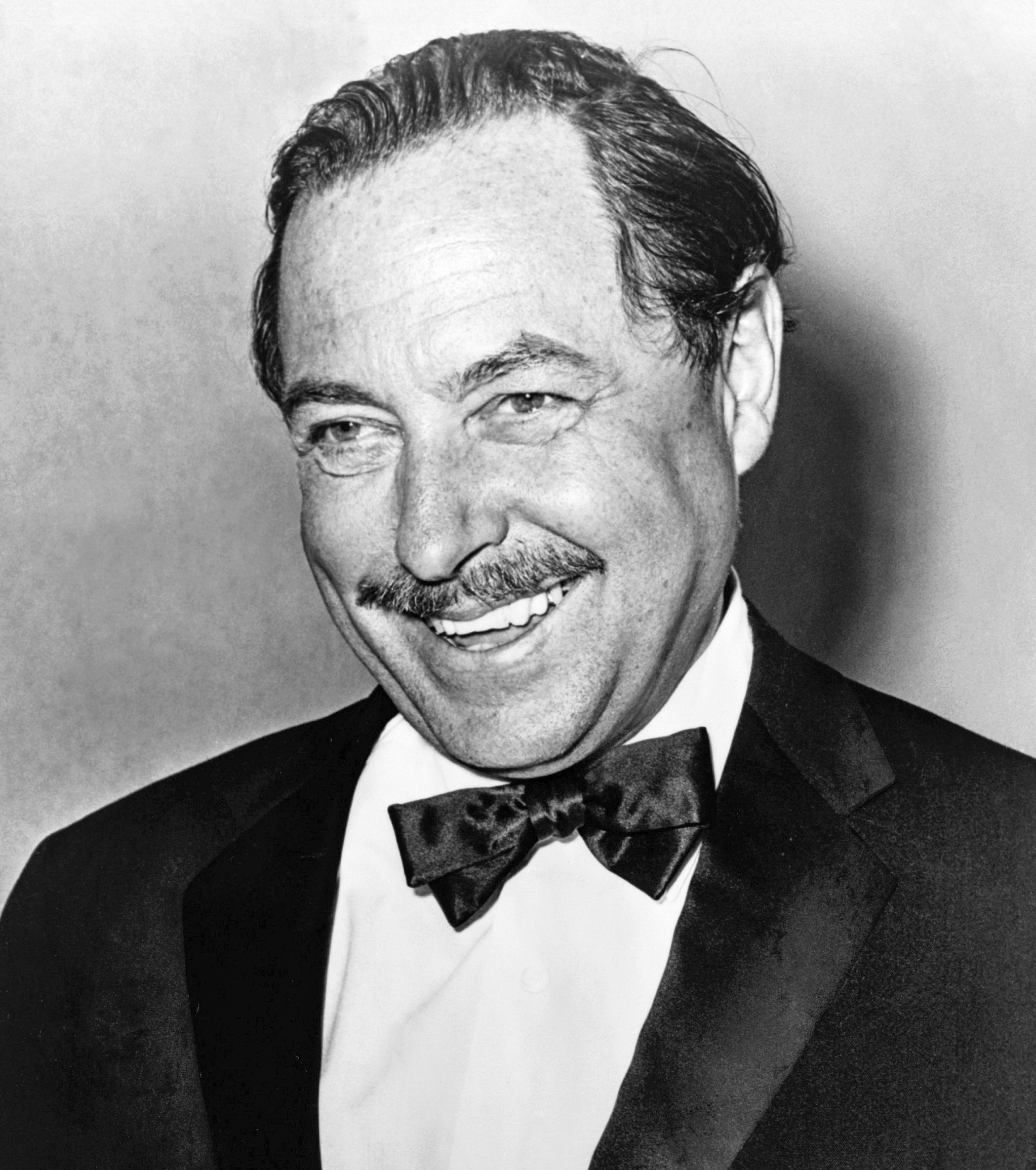
La chanson rend hommage au dramaturge et écrivain américain Tennessee Williams.

En introduction, Nathalie Baye dit les derniers mots de Margaret à Brick, personnages de La Chatte sur un toit brûlant, qui concluent la pièce de Tennessee Williams : 
« À vous autres, hommes faibles et merveilleux qui mettez tant de grâce à vous retirer du jeu ! Il faut qu’une main, posée sur votre épaule vous pousse vers la vie…Cette main tendre et légère… »
Peter Frampton accompagne Johnny Hallyday à la guitare solo. Michel Berger et France Gall sont quant à eux aux chœurs.

## Clip vidéo
Le clip vidéo, réalisé par Bernard Schmitt, est sélectionné lors de la première édition des Victoires de la musique, en 1985, dans la catégorie « Meilleur clip ».

## Prestations en public
Quelque chose de Tennessee a régulièrement été interprétée lors des tournées de Johnny Hallyday et figure ainsi sur plusieurs de ses albums live.
Quelque chose de Tennessee est, après La musique que j'aime, la chanson que Johnny Hallyday a le plus souvent chantée en duo. Il l'a interprétée 28 fois en duo avec 25 interprètes différents. Il l'a notamment chantée cinq fois avec Michel Berger, deux à la télévision et sur scène à trois occasions : pendant le concert à la Courneuve en octobre 1985 de Chanteurs sans frontières ; au cours d'une représentation de Berger au Zénith de Paris en 1986 et à Bercy en 1987 lors de la dernière du spectacle Johnny se donne à Bercy. Au moment des récitals à l'Olympia en 2000 de Johnny Hallyday, France Gall l'a également chantée avec lui les 12 et 15 août. La séance du 15 août est la dernière apparition de la chanteuse sur scène.
Lors du meeting à l'Hippodrome de Vincennes, le 20 mars 1988, du candidat Jacques Chirac à l'élection présidentielle, Johnny Hallyday donne un tour de chant en ouverture du rassemblement. Il déclare, avant de chanter Quelque chose de Tennessee, « J'aimerais dédier cette chanson à Jacques Chirac. Nous avons tous en nous quelque chose de Jacques Chirac. » Michel Berger, alors soutien de François Mitterrand, apprécia moyennement cette dédicace au candidat Chirac.

## Réception
La chanson est bien accueillie par les critiques musicaux. L'auteur et expert du Top 50, Elia Habib, affirme : « La chanson est d'une rare sensibilité, et tant les paroles, par un jeu de miroir (« ce rêve en nous avec ses mots à lui ») et de sonorités (« le cœur en fièvre et le corps démoli »), que la musique mélancolique et étoilée, participent à véhiculer l'émotion » .
Le titre s’écoule à plus de 250 000 exemplaires en France, où il est certifié disque d’argent. Il reste classé 18 semaines au Top 50 (du 21 décembre 1985 au 19 avril 1986) et se classe pendant une semaine (8 février 1986) à la 10e position. Quelque chose de Tennessee est également la chanson la plus diffusée sur les radios périphériques pendant une semaine, atteignant la première place du classement « Radios périphériques » de Music & Media le 15 février 1986.
En décembre 2017, à la suite de la disparition du chanteur, le titre refait son apparition à la quatrième place, avant d'atteindre la troisième place la semaine suivante.

## Liste des titres
| 1. | Quelque chose de Tennessee | Michel Berger | 4:10 |
| 2. | Équipe de nuit             | Michel Berger | 3:40 |

## Crédits
- Johnny Hallyday – chant
- Michel Berger – paroles, musique, chœurs, réalisation
- France Gall – chœurs
- Peter Frampton – guitare[11]
- Ian Terry – ingénieur du son
- Denis Barsalo – ingénieur du son
- Marita Coustet – photographie

Crédits adaptés du livret de l'album et de la pochette.

## Classements et certifications
| Année   | Chart                         | Meilleure position |
| ------- | ----------------------------- | ------------------ |
| 1985-86 | Europe (European Hot 100)     | 48                 |
| 1985-86 | France (SNEP)                 | 10                 |
| 1985-86 | France (Radios périphériques) | 1                  |
| 2017    | France (SNEP)                 | 14                 |
| 2017    | France (SNEP Ventes)          | 3                  |
| 2017    | Suisse (Schweizer Hitparade)  | 25                 |

| Classement (1986) | Position |
| ----------------- | -------- |
| France (SNEP)     | 53       |

### Certifications
| Région                         | Certification | Ventes/Streams |
| ------------------------------ | ------------- | -------------- |
| France (SNEP)                  | Argent        | 250 000*       |
| *Ventes selon la certification |               |                |

## Discographie
- 26 juin 1985 : album Rock'n'roll attitude
- octobre 1985 : 45 tours Philips 884 308-7 Quelque chose de Tennessee, Équipe de nuit

### Enregistrements enlive
- 1988 : Johnny à Bercy et Live at Montreux 1988 (resté inédit jusqu'en 2008)
- 1991 : Dans la chaleur de Bercy
- 1991 : Johnny Hallyday Fête de l'Huma 18 septembre 1991 (sortie posthume en 2024)
- 1993 : Bercy 92 et Parc des Princes 1993
- 1994 : À La Cigale (resté inédit jusqu'en 2003)
- 1996 : Lorada Tour
- 2000 : 100 % Johnny : Live à la tour Eiffel
- 2000 : Olympia 2000 (avec également, en supplément d'une réédition, une version en duo avec France Gall restée inédite au disque jusqu'en 2019)
- 2000 : Happy Birthday Live - Parc de Sceaux 15.06.2000 en duo avec Michel Sardou (inédit jusqu'en 2020)
- 2003 : Parc des Princes 2003
- 2003 : Hallyday Bercy 2003 (sortie posthume en 2020)
- 2007 : La Cigale : 12-17 décembre 2006
- 2009 : Tour 66 : Stade de France 2009
- 2013 : On Stage et Born Rocker Tour
- 2014 : Son rêve américain - Live au Beacon Theatre de New-York 2014 (sortie posthume en 2020)
- 2016 : Rester Vivant Tour
- 2019 : Les Vieilles Canailles Le Live (enregistré à Bercy en juin 2017, en duo avec Jacques Dutronc)

## Reprises
- Eva en 1994 sur l'album Vertiges ;
- Nicolas Peyrac en 1998 sur l'album Ils chantent Berger ;
- Nolwenn Leroy en 2017 sur l'album On a tous quelque chose de Johnny ;
- Sylvie Vartan en 2018 sur l'album Avec toi ;
- Michel Sardou en 2023-2024 lors de sa tournée Je me souviens d'un adieu[22],[23].
- En 2018, sur son album Le binôme du siècle en duo avec Ève Angeli, Francky Vincent reprend seul la chanson Quelque chose de Tennessee.